# ホスタ駅
ホスタ駅 (ホスタえき、ロシア語:Хоста) は、ロシアクラスノダール地方ソチにあるロシア鉄道北カフカース鉄道支社の駅である。

## 歴史
- 1929年 - 開業[1]。

## 駅構造
島式ホーム3面3線を有する地上駅である。行楽シーズンは観光客で賑わう。プラットホームは3つのうち東側の2つのみが使用される。2012年に改装が行われて、ホームはタイル張りされ、嵩上げが行われた。使用されている2つのホームは地下トンネルで相互接続されているが、使用されていないもう一つのホームへの通路はない。駅はビーチに隣接している。また、駅の敷地の一部は高速道路の高架下にある。駅舎内には長距離切符売り場が設置されている。

## 隣の駅
ロシア鉄道北カフカース鉄道支社
トゥアプセ - ヴェショロエ線
マツェスタ駅 - ホスタ駅 - イズヴェスチヤ駅